# مهتاب در هاوانا
«مهتاب در هاوانا» (انگلیسی: Moonlight in Havana) فیلمی در ژانر موزیکال به کارگردانی آنتونی مان است که در سال ۱۹۴۲ منتشر شد. از بازیگران آن می‌توان به آلن جونز اشاره کرد.